# Nova Iguaçú
Nova Iguaçú és un municipi de l'estat brasiler de Rio de Janeiro. Està situat a la Baixada Fluminense, i és part de la Regió Metropolitana de Rio de Janeiro,és a una alçada de 25 metres. La població estimada per a 2021 va ser de 825.388 habitants.

## Organització territorial
Nova Iguaçu és administrativamente dividida en 5 Setores de Planejamento Integrado ("Sectors de Planificació Integrada"), 9 districtes denominats Unidades Regionais de Governo ("Unitats Regionals de Govern") i 68 bairros (barris).
| Setor de Planejamento Integrado (SPI)    | Unidade Regional de Governo (URG) |
| ---------------------------------------- | --- |
| Setor de Planejamento Integrado Centro   | Unidade Regional de Governo Centro (URG I), Unidade Regional de Governo da Posse (URG II) i Unidade Regional de Governo de Comendador Soares (URG III) |
| Setor de Planejamento Integrado Sudoeste | Unidade Regional de Governo de Cabuçu (URG IV) i Unidade Regional de Governo do KM 32 (URG V)                                                          |
| Setor de Planejamento Integrado Noroeste | Unidade Regional de Governo de Austin (URG VI) |
| Setor de Planejamento Integrado Nordeste | Unidade Regional de Governo de Vila de Cava (URG VII) i Unidade Regional de Governo de Miguel Couto (URG VIII)                                         |
| Setor de Planejamento Integrado Norte    | Unidade Regional de Governo de Tinguá (URG IX) |

| URG Centro (URG I) |
| ------------------ |
| Bairro da Luz      |
| Califórnia         |
| Caonze             |
| Centro             |
| Chacrinha          |
| Engenho Pequeno    |
| Jardim Iguaçu      |
| Jardim Tropical    |
| Moquetá            |
| Prata              |
| Rancho Novo        |
| Santa Eugênia      |
| Viga               |
| Vila Nova          |
| Vila Operária      |

| URG Posse (URG II) |
| ------------------ |
| Ambaí              |
| Bairro Botafogo    |
| Carmary            |
| Cerâmica           |
| Kennedy            |
| Nova América       |
| Parque Flora       |
| Ponto Chic         |
| Posse              |
| Três Corações      |

| URG Comendador Soares (URG III) |
| ------------------------------- |
| Comendador Soares               |
| Danon                           |
| Jardim Alvorada                 |
| Jardim Nova Era                 |
| Jardim Palmares                 |
| Jardim Pernambuco               |
| Ouro Verde                      |
| Rosa dos Ventos                 |

| URG Cabuçu (URG IV) |
| ------------------- |
| Cabuçu              |
| Campo Alegre        |
| Ipiranga            |
| Lagoinha            |
| Marapicu            |
| Palhada             |
| Valverde            |

| URG KM 32 (URG V) |
| ----------------- |
| Jardim Guandu     |
| KM 32             |
| Paraíso           |
| Prados Verdes     |

| URG Austin (URG VI) |
| ------------------- |
| Austin              |
| Cacuia              |
| Carlos Sampaio      |
| Inconfidência       |
| Riachão             |
| Rodilândia          |
| Tinguazinho         |
| Vila Guimarães      |

| URG Vila de Cava (URG VII) |
| -------------------------- |
| Corumbá                    |
| Figueiras                  |
| Iguaçu Velho               |
| Rancho Fundo               |
| Santa Rita                 |
| Vila de Cava               |

| URG Miguel Couto (URG VIII) |
| --------------------------- |
| Boa Esperança               |
| Geneciano                   |
| Grama                       |
| Miguel Couto                |
| Parque Ambaí                |

| URG Tinguá (URG IX) |
| ------------------- |
| Adrianópolis        |
| Jaceruba            |
| Montevidéu          |
| Rio d'Ouro          |
| Tinguá              |